# Prodasineura croconota
Prodasineura croconota е вид водно конче от семейство Protoneuridae. Видът не е застрашен от изчезване.

## Разпространение
Разпространен е във Виетнам, Китай (Гуандун, Гуанси и Хайнан), Провинции в КНР, Тайван и Хонконг.